# 윈도우 파이오니어
윈도우 파이오니어(Windows Pioneers)는 마이크로소프트 윈도우에 기여한 공로를 인정받아 1994년 마이크로소프트로부터 상을 받은 7명의 개인이다. 빌 게이츠가 각 파이오니어에게 상을 수여했다.
7명의 윈도우 파이오니어는 다음과 같다:
- 앨런 쿠퍼 – "비주얼 베이직의 아버지"[2]
- 라일 그리핀 – 윈도우용 최초의 그래픽 애플리케이션인 마이크로그래프스 디자이너를 개발했다.
- 조 거스리지 – 최초의 윈도우 워드 프로세서인 삼나 아미 개발을 이끌었으며, 나중에 로터스 워드 프로로 이름이 바뀌었다.
- 테드 존슨 – 페이지메이커 데스크톱 퍼블리싱 소프트웨어 개발을 이끌었다. 비지오 코퍼레이션의 공동 창립자.
- 이언 코니그 – 로이터 터미널 금융 정보 소프트웨어 개발을 이끌었다.
- 레이 오지 – 로터스 노츠를 개발했다.[3] 나중에 (2005-2010) 마이크로소프트의 최고 소프트웨어 설계자로 재직했다.
- 찰스 페졸드 – 마이크로소프트 프레스의 프로그래밍 윈도우즈 시리즈뿐만 아니라 마이크로소프트용 다른 많은 프로그래밍 서적의 저자.